# Мизано Адриатико
Миза̀но Адриатѝко (на италиански: Misano Adriatico, на местен диалект Misên, Мизен) е град и община в северна Италия, провинция Римини, регион Емилия-Романя. Разположен е на брега на Адриатическото море. Населението на общината е 12 359 души (към 2010 г.).